# Cynoglossus robustus
Cynoglossus robustus är en fiskart som beskrevs av Günther, 1873. Cynoglossus robustus ingår i släktet Cynoglossus och familjen Cynoglossidae. Inga underarter finns listade i Catalogue of Life.